# Franco Zanelatto
Pour les articles homonymes, voir Téllez.
Franco Zanelatto Téllez, né le 9 mai 2000 à Asuncion au Paraguay, est un footballeur paraguayen naturalisé péruvien évoluant au poste d'ailier droit à l'OFI Crète.

## Carrière

### Carrière en club
Formé à l'Universidad San Martín de Porres, Franco Zanelatto y fait ses débuts professionnels en 2019. En 2022, il signe à l'Alianza Lima mais est aussitôt prêté à l'Alianza Atlético de Sullana au nord du Pérou.
De retour à l'Alianza Lima en 2023, il a l'occasion de disputer cinq rencontres de la Copa Libertadores 2023 (aucun but marqué). 

### Carrière en sélection
International péruvien, Zanelatto est convoqué pour la première fois par le sélectionneur Juan Reynoso dans le cadre des éliminatoires de la Coupe du monde 2026. Il fait ses débuts en sélection face à l'Argentine le 17 octobre 2023 (défaite 0-2).

## Statistiques

### En sélection nationale
| Saison                | Sélection             | Phases finales        | Phases finales | Phases finales | Phases finales | Éliminatoires CDM | Éliminatoires CDM | Éliminatoires CDM | Matchs amicaux | Matchs amicaux | Matchs amicaux | Total | Total | Total |
| Saison                | Sélection             | Compétition           | M              | B              | Pd             | M                 | B                 | Pd                | M              | B              | Pd             | M     | B     | Pd    |
| --------------------- | --------------------- | --------------------- | -------------- | -------------- | -------------- | ----------------- | ----------------- | ----------------- | -------------- | -------------- | -------------- | ----- | ----- | ----- |
| 2023-2024             | Pérou                 | Copa América 2024     | 1              | 0              | 0              | 3                 | 0                 | 0                 | 2              | 0              | 0              | 6     | 0     | 0     |
| Total sur la carrière | Total sur la carrière | Total sur la carrière | 1              | 0              | 0              | 3                 | 0                 | 0                 | 2              | 0              | 0              | 6     | 0     | 0     |

## Palmarès
Alianza Lima
- Championnat du Pérou :
  - Vice-champion : 2023.
- Tournoi d'ouverture (1) :
  - Vainqueur : 2023-A.